# Abcoude

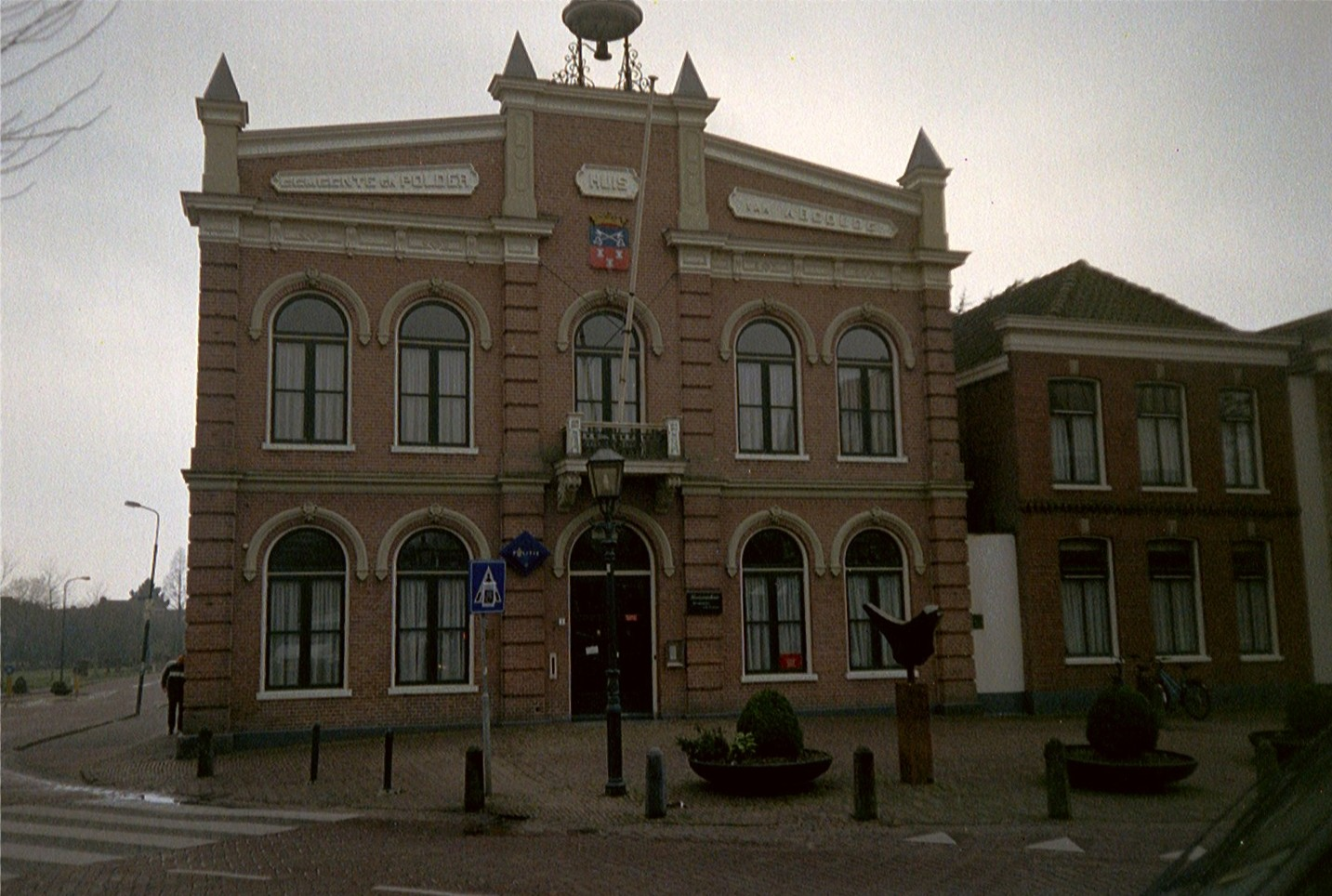
Tidigare stadshus.

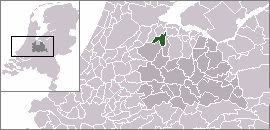
Abcoudes läge.

Abcoude är en historisk kommun i provinsen Utrecht i Nederländerna. Kommunens totala area är 32,11 km² (där 1,72 km² är vatten) och invånarantalet är på 8 616 invånare (2005).